# Заборовка (Харьковская область)
Заборовка (укр. Заборівка) — село, Купянский городской совет, Харьковская область.
Село ликвидировано в 1988 году.

## Географическое положение
Село Заборовка находится на расстоянии в 2 км от реки Оскол и примыкает к селу Куриловка.
К селу примыкает большой лесной массив.

## Экономика
- Торгперспектива, ООО (быв. Купянский литейный завод, ОАО).